# 히카루 나카무라
히카루 나카무라(영어: Hikaru Nakamura, 일본어: ヒカル・ナカムラ, 1987년 12월 9일~)은 미국의 체스 그랜드마스터이다. 미국 체스 선수권 대회에서 5번 우승했다. 트위치에서 스트리밍하고 있으며 2021년 2월 팔로워 100만 명을 달성했다.